# Puente Katima Mulilo

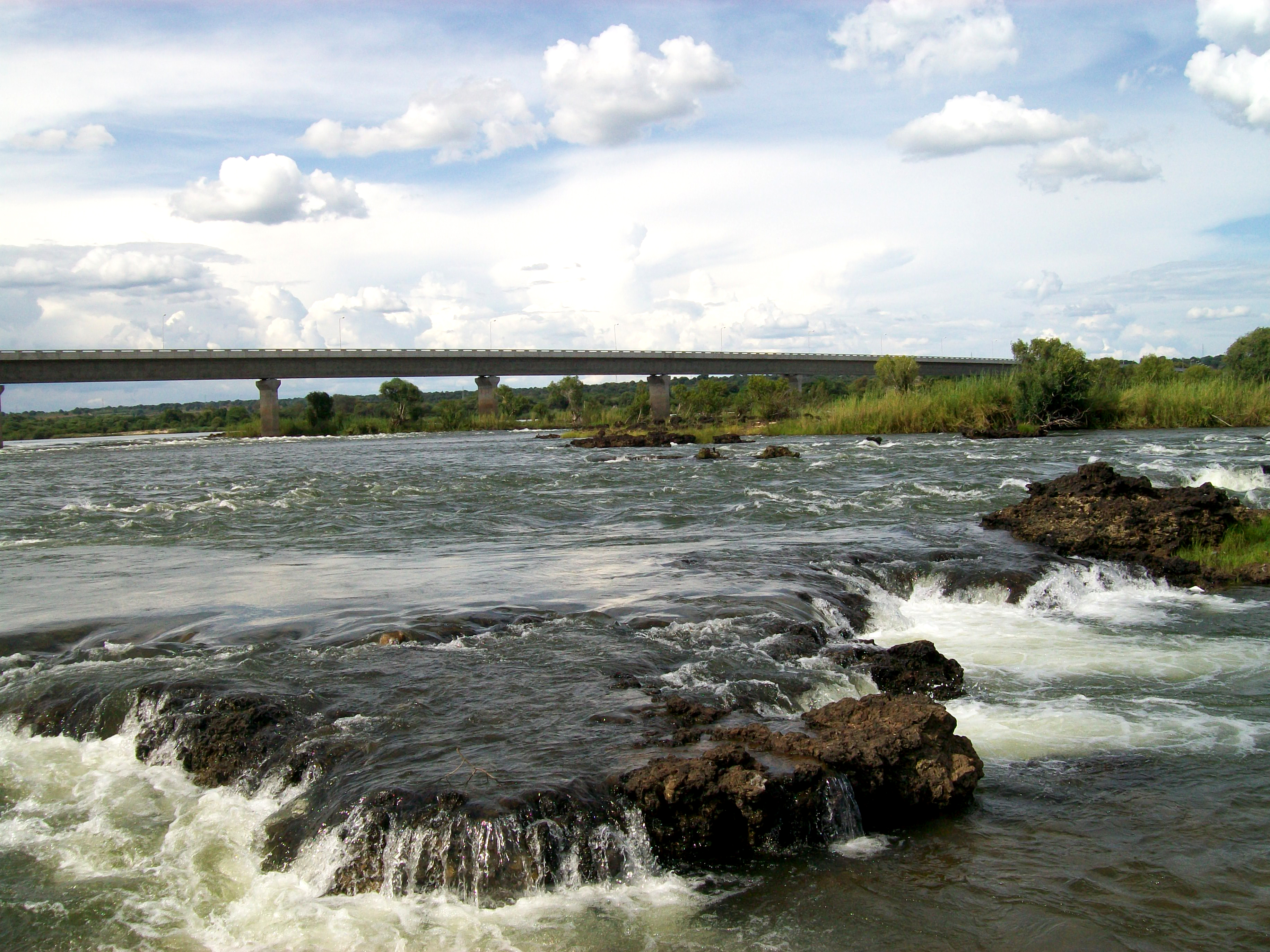

El puente Katima Mulilo, conocido oficialmente como puente 508 al ser el nombre figurante en el registro de puentes de Namibia, es un puente sobre el río Zambeze que une las localidades de Katima Mulilo, en Namibia, y Sesheke, en Zambia. Conecta la carretera Transcaprivi, que pasa por Namibia, con la red de carreteras de Zambia. Fue abierto en 2004, aunque el primer proyecto para su construcción data de 1982. La idea tuvo que ser aparcada por la oposición de Sudáfrica, que entonces ocupaba el territorio. Hubo de esperarse a la independencia namibia para realizarlo, y los planos e ideas formulados fueron reunidos en la década de 1990. Finalmente se contrató en 2002.
El 13 de mayo de 2004 se oficializó la apertura de la infraestructura. En el acto estuvieron presentes tanto Sam Nujoma, presidente de Namibia, como Levy Mwanawasa, presidente de Zambia.